# قائمة شخصيات يوغي يو!

الشخصيات الرئيسية في المانجا و هم يرتدون زيهم المدرسي الخاص بمدرسة الدومينو الثانوية. من اليسار إلى اليمين الشخصيات في النسخة اليابانية و معها التسمية في النسخة الإنجليزية الدولية : هيروتو هوندا (تريستيان تايلور) ، كاتسويا جونوتشي (جوي ويلر) ، يوجي موتو (يامي يوغي) ، أنزو مازاكي (تيا غاردنر) ، ريو باكورا (باكورا ريو).

سلسة يوغي يو! تميزت بمجموعة كبيرة من الشخصيات التي أنشأها المانغاكا كازوكي تاكاهاشي . تدور أحداث السلسلة في مدينة يابانية خيالية تسمى مدينة الدومينو ، حيث تعيش معظم الشخصيات التي ظهرت في السلسلة. تتأثر العديد من عناصر القصة أيضًا بمصر و أساطيرها ، و على هذا النحو ، تظهر العديد من الشخصيات المصرية أيضًا في القصة على سبيل المثال كهنة الفرعون ( شادا ، كريم ، ايزيس ، أكنادين... إلخ) .
تحكي المانجا الأصلية لـيوغي يو ! عن يوجي موتو ، الصبي الصغير الخجول الذي يحب أن يلعب جميع أنواع الألعاب ، ولكن غالبًا ما يتعرض للتنمر من قِبل زملائه في المدرسة . في أحد الأيام ، تمكن يوجي موتو بحل قطعة أثرية قديمة تُعرف باسم الاحجية الألفية ، مما جعل روح الفرعون المحبوسة لوقت طويل في الاحجية الألفية ذات الشخصية المقامرة تسكن جسده.
. من تلك اللحظة فصاعدًا ، كلما يتعرض يوجي أو أحد أصدقائه للتهديد من قبل أولئك الذين يحملون الظلام في قلوبهم ، يظهر " يامي يوغي " نفسه ويتحدىهم في "لعبة مظلمة" خطيرة ( باليابانية : 闇 の ゲ ゲ ー ム نقرحة : يامي نو غيمو ؛ بألعاب الظل في النسخة الإنجليزية التي اقتبست عنها كل النسخ الدولية ) و التي تكشف عن الطبيعة الحقيقية لقلب شخص ما ، غالبًا ما يتعرض الخاسرون في هذه الألعاب لعقوبة مظلمة تسمى " جزاء اللعبة ". مع تقدم أحداث القصة ، يعرف يوجي وأصدقاؤه (كاتسويا جونوتشي و أنزو مازاكي و هيروتو هوندا ولاحقًا ريو باكورا ) أن يوجي الآخر أو روح الاحجية الألفية الموجود داخل أحجيته هو في الواقع روح لفرعون مجهول من العصور المصرية القديمة فقد ذكرياته قبل الألاف من السنين . عندما حاول يوجي واصدقائه مساعدة الفرعون لاستعادة ذكرياته المنسية ، يوجدون أنفسهم يمرون بالعديد من التجارب و التحديات و هم يضعون حياتهم على المحك في مواجهة خصومهم الآخرين الذين يستخدمون عناصر الألفية الغامضة والقوة المظلمة لألعاب الظلام .
يتم سرد الأسماء اليابانية بالترتيب الغربي (أي إسم الشخصية قبل اسم العائلة) وأسماء التي استخدمت في المانجا الإنجليزية أولاً ثم يتم سرد أسماء الرسوم المتحركة الإنجليزية في المرتبة التالية ، عند الاقتضاء .